# Neil Franklin
Pour les articles homonymes, voir Franklin.
Neil Franklin, né le 24 janvier 1922 à Shelton un quartier de Stoke-on-Trent (Angleterre), mort le 9 février 1996 à Stoke-on-Trent (Angleterre),  était un footballeur anglais, qui évoluait au poste de défenseur à Stoke City et en équipe d'Angleterre.
Franklin n'a marqué aucun but lors de ses vingt-sept sélections avec l'équipe d'Angleterre entre 1946 et 1950.

## Palmarès

### En équipe nationale
- 27 sélections et 0 but avec l'équipe d'Angleterre entre 1939 et 1950.